# زاویه هانای
در مکانیک کلاسیک، زاویه هانای نظیر مکانیکی فاز هندسی چرخشی (یا فازِ بِری) است. این نام به نام جان هانای از دانشگاه بریستول انگلیس گرفته شد. هانای برای اولین بار در سال ۱۹۸۵ این زاویه را توصیف کرد، و ایده‌های اخیراً صورت گرفته شده فاز بِری را برای مکانیک کلاسیک گسترش داد.

## مثال
آونگ فوکو نمونه ای از مکانیک کلاسیک است که گاهی برای نشان دادن فاز بِری استفاده می‌شود.